# Episodi di American Dad! (terza stagione)
La terza stagione di American Dad! è stata trasmessa originariamente negli USA dal 10 settembre 2006 al 20 maggio 2007 su FOX.
In Italia, in chiaro su Italia 1, sono stati trasmessi in anteprima assoluta solo 5 episodi (con parecchia censura e/o tagli per programmazione anche di oltre 5 minuti) dal 15 marzo 2008 al 19 aprile dello stesso anno, ogni sabato alle ore 13:00. La rimanente parte della stagione è stata trasmessa dal 1º al 18 febbraio 2010, dal lunedì al venerdì alle ore 13:40, sempre su Italia 1.
La terza stagione è stata trasmessa integralmente e in prima visione assoluta dal 4 al 19 marzo 2009, dal lunedì al venerdì alle ore 20:00, su Fox di Sky.
| N° | Codice di produzione | Titolo italiano                 | Titolo originale                          | Prima TV USA      | Prima TV Italia |
| -- | -------------------- | ------------------------------- | ----------------------------------------- | ----------------- | --------------- |
| 1  | 2AJN06               | Campo profughi                  | Camp Refoogee                             | 10 settembre 2006 | 15 marzo 2008*  |
| 2  | 2AJN05               | Speciale dopo scuola            | The American Dad After School Special     | 17 settembre 2006 | 4 marzo 2009    |
| 3  | 2AJN07               | Il fallimento non è un optional | Failure Is Not A Factory-Installed Option | 24 settembre 2006 | 29 marzo 2008*  |
| 4  | 2AJN11               | Gli amanti di Lincoln           | Lincoln Lover                             | 5 novembre 2006   | 6 marzo 2009    |
| 5  | 2AJN08               | Segrete e vagoni                | Dungeons And Wagons                       | 12 novembre 2006  | 9 marzo 2009    |
| 6  | 2AJN09               | Dacci un taglio, Stan           | Iced, Iced Babies                         | 19 novembre 2006  | 10 marzo 2009   |
| 7  | 2AJN10               | Uomini e ghiaccio               | Of Ice And Men                            | 26 novembre 2006  | 5 aprile 2008*  |
| 8  | 2AJN12               | Immalgrado Steve                | Irregarding Steve                         | 10 dicembre 2006  | 12 marzo 2009   |
| 9  | 2AJN14               | La migliore storia di Natale    | The Best Christmas Story Never            | 17 dicembre 2006  | 12 marzo 2009   |
| 10 | 2AJN13               | Bush viene a cena               | Bush Comes To Dinner                      | 7 gennaio 2007    | 13 marzo 2009   |
| 11 | 2AJN16               | La fabbrica del sogno americano | American Dream Factory                    | 28 gennaio 2007   | 12 aprile 2008* |
| 12 | 2AJN17               | A.T. L'alieno terrestre         | A.T. The Abusive Terrestrial              | 11 febbraio 2007  | 16 marzo 2009   |
| 13 | 2AJN20               | Il mese del mistero nero        | Black Mystery Month                       | 18 febbraio 2007  | 19 aprile 2008* |
| 14 | 2AJN19               | Una apocalisse da ricordare     | An Apocalypse To Remember                 | 25 marzo 2007     | 17 marzo 2009   |
| 15 | 2AJN18               | Io te l'avevo detto!            | Four Little Words                         | 1º aprile 2007    | 17 marzo 2009   |
| 16 | 2AJN23               | Quando Stan ama una donna       | When A Stan Loves A Woman                 | 29 aprile 2007    | 18 marzo 2009   |
| 17 | 2AJN15               | Il gusto di stenderti           | I Can't Stan You                          | 6 maggio 2007     | 18 marzo 2009   |
| 18 | 2AJN21               | I magnifici Steve               | The Magnificent Steven                    | 13 maggio 2007    | 19 marzo 2009   |
| 19 | 2AJN24               | Custodia congiunta              | Joint Custody                             | 20 maggio 2007    | 19 marzo 2009   |

* Episodio trasmesso in anteprima su Italia 1.

## Campo profughi
- Sceneggiatura: Josh Bycel e Jonathan Fener
- Regia: Albert Calleros
- Messa in onda originale: 10 settembre 2006
- Messa in onda italiana: 15 marzo 2008

Stan desidera che la prima volta di Steve sia in un campeggio come era successo a lui da giovane, ma per errore lo spedisce in un campo profughi in Africa dove dovrà lottare nelle olimpiadi del campeggio per ottenere la libertà di una ragazza in mano agli estremisti. Nel frattempo Roger e Francine simulano i ruoli di marito e moglie, anche se non sono d'accordo con le reciproche storie.

## Speciale dopo scuola
- Sceneggiatura: Dan Vebber
- Regia: Pam Cooke
- Messa in onda originale: 17 settembre 2006
- Messa in onda italiana: 4 marzo 2009

Stan va su tutte le furie quando scopre che la nuova ragazza di Steve (una goth chiamata Debbie) è grassa, ma quando Hayley, Klaus e Francine fanno notare che Stan è paffuto come Debbie, Stan prende la notizia a cuore e comincia una dieta intensiva che lo rende anoressico. Nel frattempo, Roger si innamora di Debbie.
Vi è una citazione del film Virus quando Francine cade nella piscina trovando resti di cibo gettati la. La citazione sta nel fatto che nel film Virus uno dei protagonisti cade in una piscina enorme piena zeppa di cadaveri mutilati, comportandosi alla stessa maniera di come fece Francine.

## Il fallimento non è un optional
- Sceneggiatura: Etan Cohen
- Regia: Rodney Clouden
- Messa in onda originale: 24 settembre 2006
- Messa in onda italiana: 29 marzo 2008

Stan perde la fiducia in se stesso quando un venditore d'auto ha la meglio su di lui in una trattativa e pianifica la sua vendetta. Nel frattempo Roger e Steve fondano un improvvisato drive-in per provare a baciare delle studentesse popolari, e la saga della cacca di Roger, ricoperta di gioielli dorati, continua.

## Gli amanti di Lincoln
- Sceneggiatura: Rick Wiener, Kenny Schwartz e Nahnatchka Khan
- Regia: Brent Woods
- Messa in onda originale: 5 novembre 2006
- Messa in onda italiana: 6 marzo 2009

Stan non è selezionato per parlare alla Convention nazionale dei repubblicani conservatori. Decide cosi di scrivere ed eseguire la propria commedia sul primo presidente repubblicano, per tornare ai valori originali del partito repubblicano. La commedia di Stan è uno spettacolo personale intitolato "Lincoln Lover", che descrive una relazione molto stretta tra Lincoln e la sua guardia più fidata, il capitano David Derickson. Lo spettacolo ha un enorme successo poiché molti uomini gay vengono a guardarlo, anche se Stan (che ha scritto l'opera sulla base degli appunti di Derickson) apparentemente non nota le sfumature omosessuali della sua commedia. I repubblicani del "Guanto" lo invitano a parlare alla convention; tuttavia, è solo durante la loro festa che Stan si rende conto che i suoi membri sono gay. Viene conquistato da un elaborato numero musicale e inizia a comportarsi sempre più come un maschio omosessuale stereotipato.
Greg, che è gay e vive dall'altra parte della strada rispetto a Stan, è un membro del guanto. Terry, il suo partner, un democratico, non lo è. Questo li fa lasciare. Steve, che è stato profondamente indottrinato da Stan nella convinzione che tutti i gay siano malvagi, cerca di salvare Stan e rivela al Guanto le precedenti attività anti-gay di Stan (come la partecipazione e il finanziamento del "7° Palooza annuale anti-gay" con Pat Robertson). Stan non è invitato da una crociera del Guanto e non gli è permesso parlare a loro nome alla convention perché è percepito come omofobo, quindi decide di andare a letto con un uomo per mostrare al Guanto di "essere uno di loro". Ha un appuntamento con Terry (che è arrabbiato con Greg e ha dichiarato "stagione aperta"), ma non si eccita quando raggiungono la camera da letto. Terry dice a Stan che l'omosessualità non è una scelta, contrariamente alla convinzione di Stan.
Alla convention, quando l'oratore dei repubblicani conservatori viene espulso perché la sua seconda macchina è una Toyota Prius, Stan parla per i repubblicani. Quando vede che i membri del Guanto non vengono fatti entrare, Stan afferma nel suo discorso, con molta sorpresa alla convention, che non sono gay per scelta, ma ciononostante sono repubblicani per scelta e che tutti i repubblicani dovrebbero unirsi per dirigere il loro odio dai gay ai democratici, che scelgono di essere così. Successivamente, i repubblicani conservatori accettano i membri del Guanto.

## Segrete e vagoni
- Sceneggiatura: Michael Shipley e Jim Bernstein
- Regia: Kurt Dumas e Anthony Lioi
- Messa in onda originale: 12 novembre 2006
- Messa in onda italiana: 9 marzo 2009

Dopo aver scoperto che Francine sta cercando un po' d'eccitazione nel loro matrimonio, Stan si mette alla guida e viene coinvolto in una gara tra due sole macchine per rendere più eccitante le cose. Nel frattempo, Hayley lascia il suo ragazzo Jeff, che si unisce al mondo di Steve, di giochi online.

## Dacci un taglio, Stan
- Sceneggiatura: Steve Hely
- Regia: Caleb Meurer
- Messa in onda originale: 19 novembre 2006
- Messa in onda italiana: 10 marzo 2009

Dopo che Steve comincia a portare la sua relazione con la sua ragazza a un nuovo livello, Francine sviluppa la sindrome del nido vuoto e prova a convincere Stan, che recentemente ha avuto una vasectomia, ad avere un altro bambino. Nel frattempo, Roger diventa un professore d'università e Hayley si infatua del suo collega Ethan, ma scoprono che è un po' pazzo.

## Uomini e ghiaccio
- Sceneggiatura: Brian Boyle
- Regia: John Aoshima
- Messa in onda originale: 26 novembre 2006
- Messa in onda italiana: 5 aprile 2008

In un futuro distante, Klaus, di nuovo umano, racconta a suo nipote la storia di come Francine riaccese la passione giovanile di Stan per il pattinaggio diventando suo partner. Nella trama secondaria, quando Steve scopre di aver comprato un paio di binocoli militari dell'era sovietica da un catalogo, esso finisce per essere un attraente sposa da catalogo russa, che causa una grande lotta tra Steve e i suoi amici per il suo affetto.

## Immalgrado Steve
- Sceneggiatura: Chris McKenna e Matt McKenna
- Regia: Pam Cooke
- Messa in onda originale: 10 dicembre 2006
- Messa in onda italiana: 12 marzo 2009

Quando Roger aiuta Steve a vedere quanto è stupido Stan, loro scappano a New York per avere successo. Ma Roger mette tutti i soldi che entrambi hanno nella borsa valori di New York pensando fosse una borsa valori di Hollywood e finisce per perdere la loro stanza e i loro soldi. L'unica via di aggiustare ciò è prostituirsi nello stile di "Un uomo da marciapiede". Nel frattempo, il resto della famiglia è certa che i due siano scappati nella casa sull'albero (che è prontamente distrutta durante una tempesta di fulmini), che è la casa di tre scoiattoli che ricostruiscono scene da "Buon compleanno Mr. Grape".

## La migliore storia di Natale
- Sceneggiatura: Brian Boyle
- Regia: Albert Calleros
- Messa in onda originale: 17 dicembre 2006
- Messa in onda italiana: 12 marzo 2009

Con lo scarso storico spirito natalizio di Stan (grazie a gruppi di interessi particolari che provano a rendere le vacanze più politicamente corretta), il fantasma del Natale passato lo visita e prova a mostrargli il vero significato del Natale portandolo al 1970. Tuttavia, Stan è convinto che il Natale può essere salvato uccidendo Jane Fonda. Nel frattempo, Roger trova un nastro dagli anni 70 di Stan con la musica dal 1974 al 1980 che rivendica dal futuro e diventa ricco e famoso come l'inventore della musica disco.

## Bush viene a cena
- Sceneggiatura: Mike Barker e Matt Weitzman
- Regia: Mike Kim
- Messa in onda originale: 7 gennaio 2007
- Messa in onda italiana: 13 marzo 2009

Il Presidente George W. Bush va trovare la casa degli Smith per cena dopo che Stan vince una gara di saggistica, suggerendo ad Hayley di addestrarlo per la guerra in Iraq e le azioni discutibili della sua amministrazione. Nel frattempo, Steve e Roger provano ad aiutare il Presidente a trovare l'esatta posizione di Osama Bin Laden, ma infine lo ubriacano.

## La fabbrica del sogno americano
- Sceneggiatura: Nahnatchka Khan
- Regia: Rodney Clouden
- Messa in onda originale: 28 gennaio 2007
- Messa in onda italiana: 12 aprile 2008

Stan diventa imprenditore ed apre una fabbrica di orsacchiotti quando sente che si sta rallentando al lavoro. Ma quando scopre che un profitto veloce è uguale a un duro lavoro, ricorre a usare immigrati clandestini per la manodopera scadente. Nel frattempo Roger inizia a prendere il posto di Steve nella sua rock band.

## A.T. L'alieno terrestre
- Sceneggiatura: Dan Vebber
- Regia: Joe Daniello
- Messa in onda originale: 11 febbraio 2007
- Messa in onda italiana: 16 marzo 2009

Roger diventa amico di un altro ragazzino (dopo che Steve inizia a ignorare Roger a favore del suo circolo di amici smanettoni) che è però fisicamente abusivo. Nel frattempo, Stan e Francine si coalizzano per salvare la loro soda favorita—Mr. Pibb—quando una guida turistica gli dice che Mr. Pibb verrà sospesa.

## Il mese del mistero nero
- Sceneggiatura: Laura McCreary
- Regia: Brent Woods
- Messa in onda originale: 18 febbraio 2007
- Messa in onda italiana: 19 aprile 2008

Mentre ricerca un foglio su George Washington Carver per la celebrazione della Storia dei Neri d'America, Steve scopre una cospirazione che si protrae dalla Guerra Civile e lotta per esporla al pubblico

## Una apocalisse da ricordare
- Sceneggiatura: Erik Durbin
- Regia: John Aoshima
- Messa in onda originale: 25 marzo 2007
- Messa in onda italiana: 17 marzo 2009

Un equivoco alla CIA conduce Stan a credere che il mondo sta per finire, e porta la sua famiglia nell'area remota. Quando un survivalista supera Stan nella landa selvaggia, Stan ammette che aveva torto e ritorna con la sua famiglia a Langley Falls, tuttavia Stan ha un nuovo problema con il survivalista che perseguita Hayley. Nel frattempo, Roger cerca di sposare una donna ebrea al fine di trarre vantaggio dai regali di nozze, ma lei invece sceglie di sposare il survivalista.

## Io te l'avevo detto!
- Sceneggiatura: David Zuckerman
- Regia: Caleb Meurer
- Messa in onda originale: 1º aprile 2007
- Messa in onda italiana: 17 marzo 2009

Stan fa tutto il possibile per non far mai e poi mai finire una situazione con Francine che gli dice, "Te lo avevo detto". Lei lascia che il suo boss Bullock si frequenti con la sua amica, ma quando Bullock accidentalmente uccide la donna, Stan incastra Francine così lei finirà di porre domande, ma quanto lontano andrà per fermare Francine dal dire "Te lo avevo detto"?

## Quando Stan ama una donna
- Sceneggiatura: Rick Wiener e Kenny Schwartz
- Regia: Rodney Clouden
- Messa in onda originale: 29 aprile 2007
- Messa in onda italiana: 18 marzo 2009

Stan sente che il suo matrimonio è traballante dopo aver scoperto il giardino segreto del sesso di Francine (Francine ha piantato una rosa per ogni uomo con cui ha dormito, e a causa del suo passato sessualmente promiscuo, ha il più grande giardino del sesso del paese), così Francine divorzia da Stan in modo che lui possa stare con un'altra donna e vedere che il sesso senza amore è senza significato. Nel frattempo, Steve beve un po' della bibita energetica di Hayley, Cougar Boots, e comincia ad atteggiarsi come un drogato.

## Il gusto di stenderti
- Sceneggiatura: Michael Shipley e Jim Bernstein
- Regia: Pam Cooke
- Messa in onda originale: 6 maggio 2007
- Messa in onda italiana: 18 marzo 2009

Stan porta un po' di equipaggiamento speciale CIA a casa per origliare i vicini, scoprendo cosa realmente pensano su di lui. Per vendicarsi di loro, sfratta l'intero vicinato, anche la sua stessa famiglia. Più tardi scopre che tutti odiano tutti.

## I magnifici Steve
- Sceneggiatura: Steve Hely
- Regia: Mike Kim
- Messa in onda originale: 13 maggio 2007
- Messa in onda italiana: 19 marzo 2009

Stan si rende conto che suo figlio Steve e i suoi compagni sono molto immaturi per la loro età. Così decide di metterli alla prova per farli diventare veri uomini: in sella ai loro cavalli dovranno portare al macello delle bestie. Ma le autorità dovranno fermare Stan, Steve e i suoi amici prima che arrivino a destinazione: la mandria di bestie è malata e contagerà tutti gli altri animali se le autorità non arriveranno in tempo. Nel frattempo, Roger fa partire una catfight tra Francine ed Hayley dopo che involontariamente ha dato ad una un po' più d'attenzione.

## Custodia congiunta
- Sceneggiatura: Keith Heisler
- Regia: Joe Daniello
- Messa in onda originale: 20 maggio 2007
- Messa in onda italiana: 19 marzo 2009

Stan è molto irritato da Jeff, il ragazzo di Hayley, per il suo comportamento. Roger diventa un cacciatore di taglie e scopre su internet che Jeff è ricercato in Florida per attività di contrabbando. Stan non perde l'occasione e insieme a Roger si mettono in viaggio con Jeff per consegnarlo alle autorità della Florida. Quando il ragazzo scopre cosa vogliono fare i due, scappa e si rifugia a casa di suo padre che non vedeva da molto tempo. Lì Stan e Roger scopriranno che il vero contrabbandiere era il padre di Jeff, che Jeff è innocente e che il padre sta tentando di consegnare il figlio alle autorità. Stan e Roger dovranno salvare Jeff prima che sia troppo tardi. Nel frattempo, Steve crede di avere poteri psichici dopo essere stato fulminato da un contatto di fili di un'auto.